# Radio Mono la voix de Lokossa
Radio Mono la voix de Lokossa, mise en service en 2003, est une station de radio privée communautaire située dans la ville de Lokossa, département du Mono. elle diffuse ses programmes sur la fréquence des 102.3106.7 MHz en bande FM.

## Histoire de la radio
Radio Mono la voix de Lokossa, est mise en service en 2003 conformément aux procédures des médias béninois. En 2022, elle fête ses 19 ans et couvre un rayon de cinquante kilomètres, desservant le département du Mono et au-delà.

## Diffusion
Les programmes de Diaspora FM sont diffusés en bande FM sur la fréquence de 102.3 MHz dans le département du Mono.